# Gjende

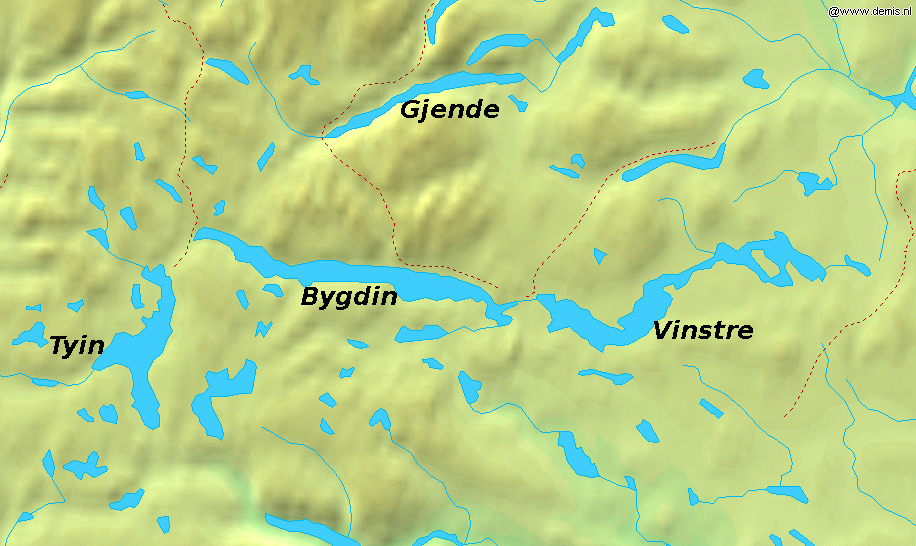
Gjende und andere Seen der Umgebung

Der Gjendesee liegt eingebettet zwischen steilen Berghängen im östlichen Jotunheimengebiet in der norwegischen Kommune Vågå in der Provinz Innlandet.
Am Nordufer befinden sich die Steilwände des Vesslefjells (1743 m), des Besseggengrats und des Memurutunga. Über den Besseggengrat führt ein beliebter Wanderweg, von dem aus man einen schönen Blick auf den Gjendesee und die umliegende Gebirgslandschaft hat.
Das Südufer bilden ebenfalls steil abfallende Hänge des Knutsholtind (2341 m), Tjönnholstind (2331 m) und Bukkehåmåren (1910 m).
Aufgrund der steilen Uferhänge und seiner länglichen Form wirkt der Gjendesee wie ein Fjord.
Aus den Gletscherzuflüssen Muru und Storåe wird die durch das Mahlen des Schuttmaterials (Moräne) entstandene Gletschermilch in den See transportiert und verleiht dem Gjende seine auffällige smaragdgrüne Färbung.
Am östlichen Ende liegt die DNT-Hütte Gjendesheim, etwa in der Mitte am Nordufer die private Hütte Memurubu und am westlichen Ende die DNT-Hütte Gjendebu. Zwischen den drei Hütten verkehren im Sommer regelmäßig Boote. Eine Rundfahrt auf einem dieser Schiffe dauert ca. zwei Stunden.

## Weblinks

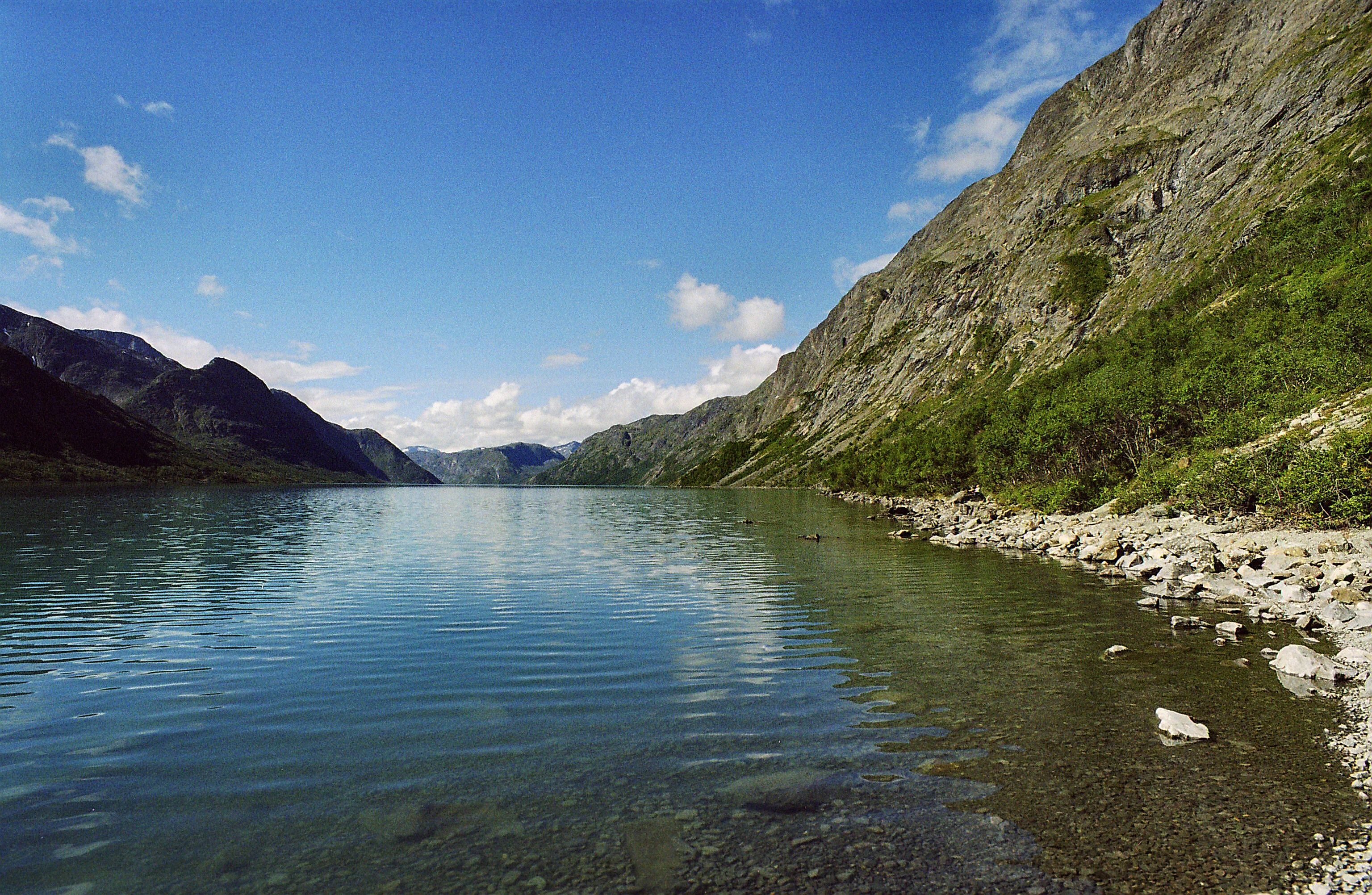
Der Gjende